# Duvan Mejía
Duvan Mejía (Florida, Valle del Cauca, Colombia; 27 de marzo de 1990) es un futbolista Colombiano. Actualmente juega de volante extremo o lateral izquierdo, y su equipo actual es el Universitario de Popayán de la Categoría Primera B.

## Clubes
| Club                                   | País     | Año           |
| -------------------------------------- | -------- | ------------- |
| Cortulua(Tuluá)                        | Colombia | 2007          |
| Centauros Villavicencio(Villavicencio) | Colombia | 2009 - 2011   |
| Universitario de Popayán               | Colombia | 2011 - 2012   |
| Deportes Quindío                       | Colombia | 2013-2015     |
| Universitario de Popayán               | Colombia | 2016-presente |

## Títulos obtenidos
| Título          | Club                     | País     | Año  | Categoría           |
| --------------- | ------------------------ | -------- | ---- | ------------------- |
| Torneo Postobón | Universitario de Popayán | Colombia | 2012 | Categoría Primera B |
| Torneo Postobón | Deportes Quindío         | Colombia | 2014 | Categoría Primera B |